# Большая якамара
Большая якамара (лат. Jacamerops aureus) —  вид птиц из семейства Galbulidae отряда дятлообразных. Единственный представитель в роде Jacamerops. Этот вид встречается  в Боливии, Бразилии, Колумбии, Коста-Рике, Эквадоре, Французской Гвиане, Гайане, Панаме, Перу, Суринаме, Венесуэле, где его биотопы равнинные субтропические и тропические влажные леса.

## Описание
Длина тела большой якамары 29,5 до 30 см  и вес от 63 до 70 г. У взрослых самцов подбородок, щеки, верх головы и поверхность спины яркого металлически-зелёного цвета с золотистым отблеском и с голубоватым оттенком на подбородке, лбу и хвосте и фиолетово-медным на спине. Нижняя часть горла белая и остальная часть нижней области насыщенно рыжая. Первостепенные маховые чёрные, хвост чёрно-синий, ниже клюва чёрное пятно и ноги тёмно-серого цвета. Самка напоминает самца, но лишена белого пятна на горле.

## Биотопы
Её места обитания — это первозданные тропические леса до 500 м над уровнем моря. Большая якамара обитает в среднем уровне крон и внутри затенённых опушек дождевого леса,  как правило, на берегу ручьёв.

## Питание
Питается насекомыми, пойманными в полёте, или пауками, собранными с растительности.

## Размножение
Размножается с марта по май или июнь. Она гнездится в камерам, устраиваемых в поражённых  термитами деревьях на высоте от 3 до 15 м.